# ایو هیوسن
ایو هیوسان (انگلیسی: Eve Hewson؛ زادهٔ ۷ ژوئیهٔ ۱۹۹۱) هنرپیشه اهل ایرلند است. وی از سال ۲۰۰۸ میلادی تاکنون مشغول فعالیت بوده‌است.
از فیلم‌ها یا برنامه‌های تلویزیونی که وی در آن نقش داشته‌است می‌توان به اینجا باید همان‌جا باشد، بحث کافیه، پل جاسوس‌ها، رابین هود، پاپیون و پشت چشم هایش اشاره کرد.